# Goazel
Der Goazel ist ein kleiner Fluss in Frankreich, der im Département Côtes-d’Armor in der Region Bretagne verläuft. Er entspringt im nordwestlichen Gemeindegebiet von Lanrodec, entwässert  generell Richtung Norden und mündet nach rund 19 Kilometern an der Gemeindegrenze von Gommenec’h und Lannebert als linker Nebenfluss in den Leff. Im Oberlauf quert der Goazel die Autobahn-ähnlich ausgebaute Route nationale N 12 und die Bahnstrecke Paris–Brest.
Der Fluss ändert in seinem Verlauf mehrfach den Namen:
- Ruisseau de la Fontaine Saint-Quay im Oberlauf,
- Ruisseau de Kerharn im Mittelteil und
- Goazel im Unterlauf.

## Orte am Fluss
(Reihenfolge in Fließrichtung)
- Beaupré, Gemeinde Lanrodec
- Saint-Jean-Kerdaniel
- Kerharn, Gemeinde Bringolo
- Goudelin
- Le Goazel, Gemeinde Goudelin
- La Trinité, Gemeinde Gommenec’h